# Каница
Каница (хрв. Kanica) је насељено место у општини Рогозница, Шибенско-книнска жупанија, Хрватска.

## Историја
До територијалне реорганизације у Хрватској била је у саставу старе општине Шибеник. Као самостално насеље, Каница постоји од пописа 2011. године. Настала је издвајањем дела насеља Дворница.

## Становништво
У попису становништва из 2011. године, Каница је имала 129 становника.